# NGC 5028
NGC 5028 (również PGC 45976) – galaktyka eliptyczna (E6), znajdująca się w gwiazdozbiorze Panny. Odkrył ją Wilhelm Tempel 12 maja 1882 roku.